# サンテック観光
サンテック観光株式会社（Suntec Kanko Co., Ltd.）とは、かつて愛知県東海市に本社を置く貸切バス会社であった。

2014年に約1億9100万円の負債で倒産した。

## 保有車両
全車両新車を導入。
- いすゞ・ガーラ 3輌　（ 59人乗 x 1輌 , 53人乗 x 2輌）
- 三菱ふそう・エアロエース 2輌　（ 53人乗 x 2輌）
- いすゞ・ガーラミオ 1輌　（ 27人乗 x 1輌）